# Asentamiento rural de Sychevó (Óblast de Tver)
El asentamiento rural de Sychevó (en ruso: Сычевское сельское поселение) es un municipio ruso, perteneciente al raión de Zharkovski, localizado en el óblast de Tver. Está situado en la parte suroeste del raión, a unos 45 km del centro del raión. Su centro administrativo es la aldea de Korolévshchina. Según el censo ruso de 2002 tenía una población de 379 habitantes. Limita al noreste con el asentamiento rural de Novosiolki, al sureste con el raión de Demídov del óblast de Smolensk, al sur con el raión de Vélizh del óblast de Smolensk y al oeste con el asentamiento rural de Ilyinó del raión de Západnaya Dviná.

## Geografía física

### Situación
Se encuentra a 49 km del centro del raión de Zharkovski y a 373 km de Tver.

### Hidrografía
Su principal curso fluvial es el río Mezha. El segundo curso en importancia es el río Yelsha que llega a reunirse con las aguas del río Mezha cerca de la aldea de Korolévshchina.

## Demografía
En el año 2008 tenía una población de 306 habitantes. El municipio incluye las siguientes aldeas:
| Aldeas         | Nombre en ruso | Habitantes | Habitantes |
| Aldeas         | Nombre en ruso | 1996       | 2008       |
| -------------- | -------------- | ---------- | ---------- |
| Korolévshchina | Королевщина    | 164        | 131        |
| Abrámovshchina | Абрамовщина    | 6          | 0          |
| Beléika        | Белейка        | 2          | 0          |
| Beriósovka     | Березовка      | 4          | 0          |
| Gátino         | Гатино         | 8          | 2          |
| Kovalí         | Ковали         | 3          | 2          |
| Krutoy Ruchey  | Крутой Ручей   | 12         | 2          |
| Leónovshchina  | Леоновщина     | 16         | 12         |
| Oréjovshchina  | Ореховщина     | 13         | 6          |
| Pénnoye        | Пенное         | 2          | 0          |
| Poloska        | Полоска        | 107        | 72         |
| Polosý         | Полосы         | 53         | 30         |
| Studenéts      | Студенец       | 18         | 9          |
| Syr            | Сыр            | 28         | 20         |
| Sychevó        | Сычево         | 27         | 20         |

## Economía y transporte
La principal actividad económica es la agricultura.
Todo el tráfico de viajeros y mercancías se realiza por un camino rural, que une municipio con el centro administrativo del raión. En el centro del raión existe una empresa municipal de autobuses que opera en el asentamiento y realiza trayecto Poloska - Zharkovski.

## Idioma
En el asentamiento la única lengua reconocida como oficial es el ruso. No obstante en su territorio se hablan un dialecto. El filólogo ruso Karski Yevfimi Fiódorovich en el año 1903 ha catalogado este como el dialecto nororiental del idioma bielorruso. Según la clasificación moderna pertenece al grupo de dialectos sureños del idioma ruso.

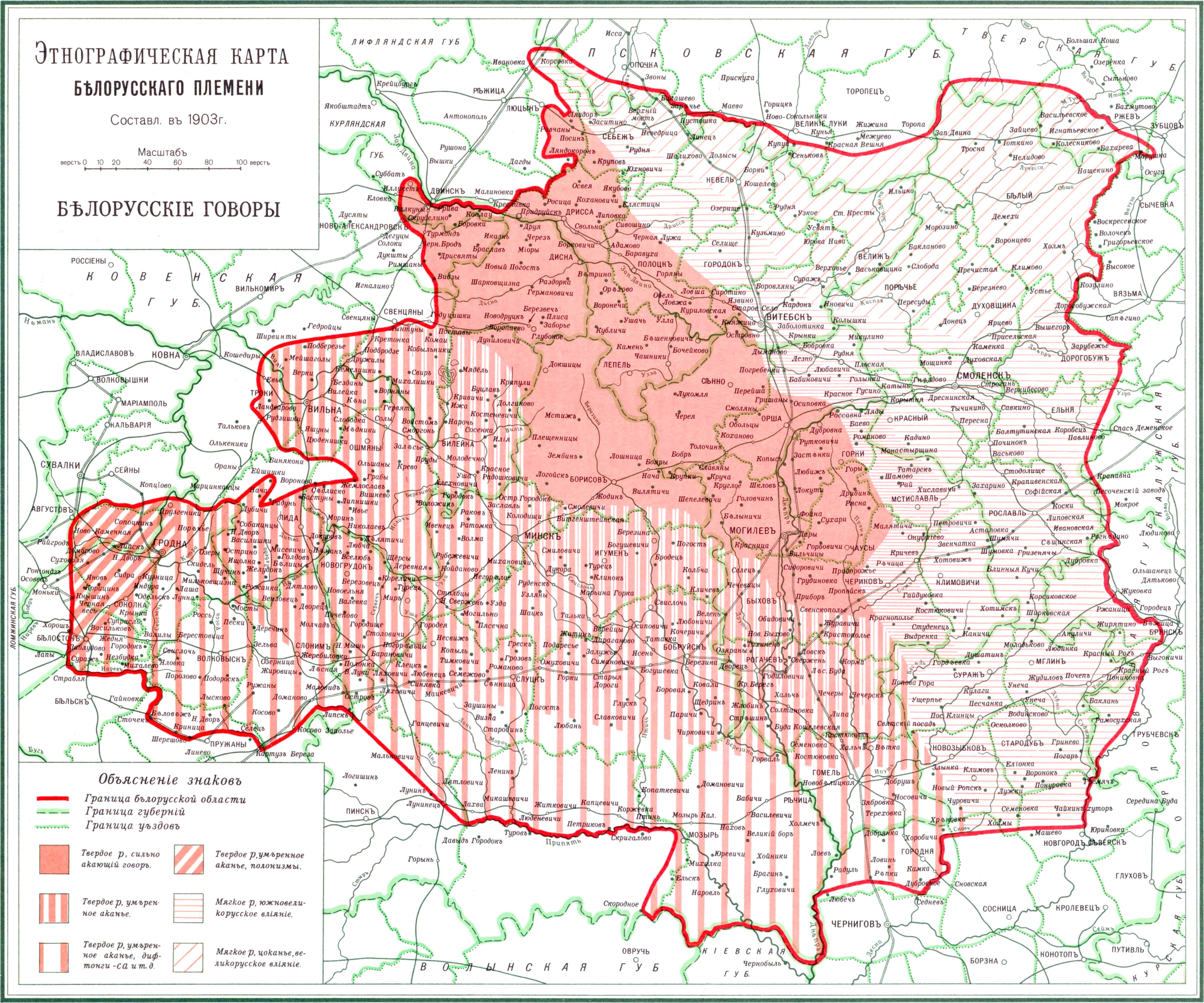
Dialectos del idioma bielorruso en el año 1903
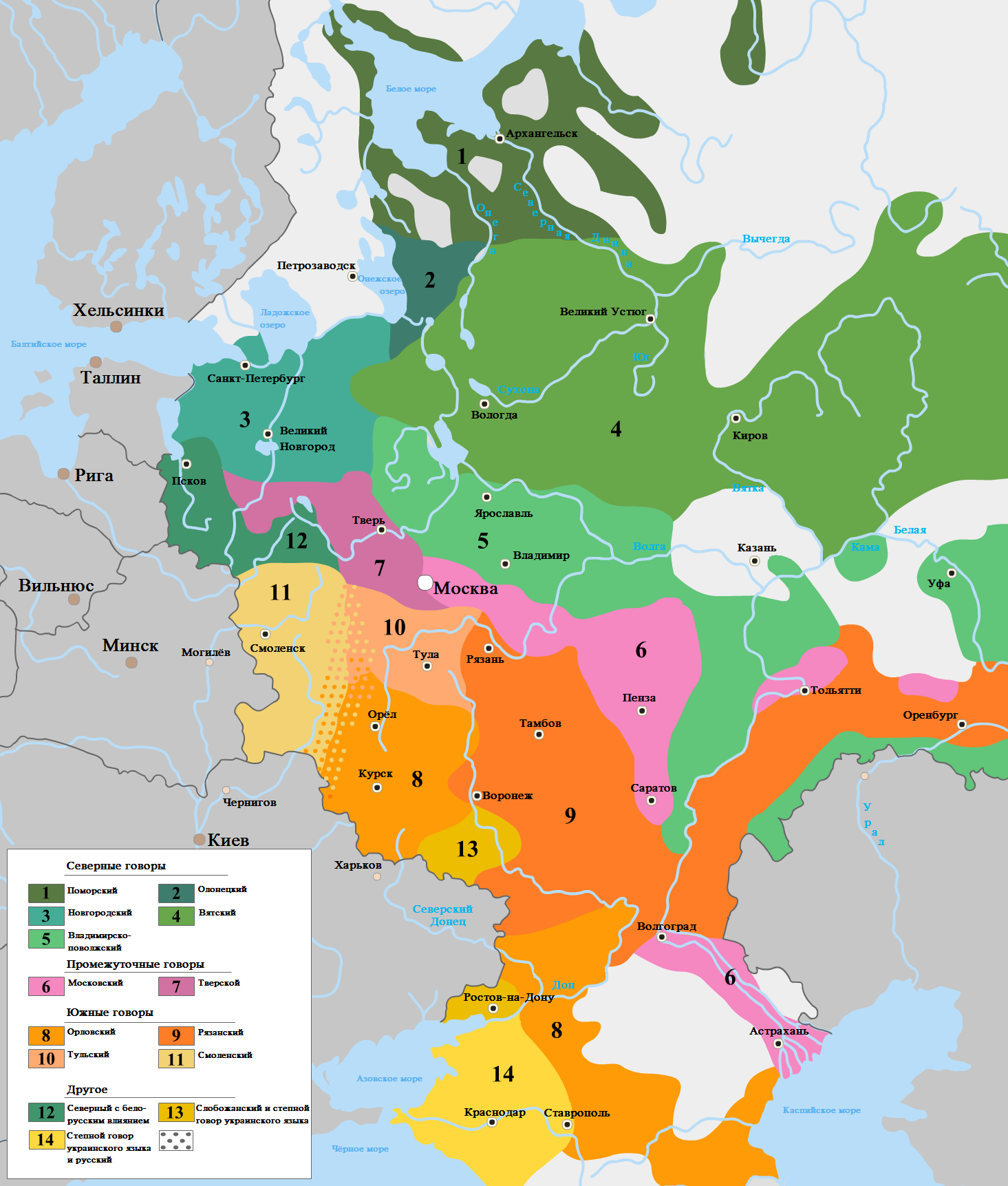
Dialectos del idioma ruso